# Leandra neglecta
Leandra neglecta är en tvåhjärtbladig växtart som beskrevs av Alexander Curt Brade. Leandra neglecta ingår i släktet Leandra och familjen Melastomataceae. Inga underarter finns listade i Catalogue of Life.